# Irina Embrich
Irina Embrich (Tallinn, 12 luglio 1980) è una schermitrice estone, la cui specialità è la spada, campionessa olimpica nella spada a squadre ai Giochi di Tokyo 2020. Con la squadra estone ha vinto anche un titolo mondiale e 2 titoli europei. A livello individuale ha vinto una medaglia d'argento ed una di bronzo ai campionati mondiali di scherma e una d'oro e una di bronzo ai campionati europei di scherma.

## Palmarès
- Giochi olimpici

Tokyo 2020: oro nella spada a squadre.
- Mondiali

Lisbona 2002: argento nella spada a squadre.
Torino 2006: argento nella spada individuale.
San Pietroburgo 2007: bronzo nella spada individuale.
Kazan' 2014: argento nella spada a squadre.
Lipsia 2017: oro nella spada a squadre.
Tbilisi 2025: bronzo nella spada individuale.
- Europei

Bourges 2003: argento nella spada a squadre.
Gand 2007: bronzo nella spada individuale.
Legnano 2012: bronzo nella spada a squadre.
Zagabria 2013: oro nella spada a squadre.
Montreux 2015: argento nella spada a squadre.
Toruń 2016: oro nella spada a squadre.
Novi Sad 2018: bronzo nella gara a squadre.
Basilea 2024: oro nella spada individuale.